# 恋人の喧嘩

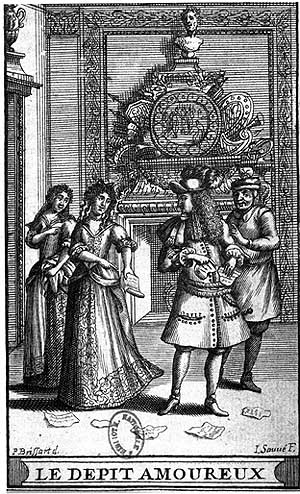
第4幕第3場面の「恋人の喧嘩」場面
左からマリネット、リュシル、エラスト、グロ＝ルネ

『恋人の喧嘩』（仏語原題：  Le Dépit amoureux    ）は、モリエールの戯曲。1658年発表。ベジエにて同年11月初演。

## 登場人物
| 配役                                                       |                        |
| 登場人物                                                   | 役者                   |
| エラスト, リュシルの恋人                                   | ジョゼフ・ベジャール   |
| アルベール, リュシルの父親                                 | モリエール             |
| グロ＝ルネ, エラストの召使                                 | デュ・パルク           |
| ヴァレール, ポリドールの息子                               | ルイ・ベジャール       |
| リュシル, アルベールの娘                                   | カトリーヌ・ド・ブリー |
| マリネット, リュシルの小間使い                             | マドレーヌ・ベジャール |
| ポリドール, ヴァレールの父親                               |                        |
| フロジーヌ, アスカーニュの相談相手                         |                        |
| アスカーニュ, 男装している娘。アルベールの娘(一時的に息子) |                        |
| マスカリーユ, ヴァレールの召使                             |                        |
| メタフラスト, 似非学者                                     | デュ・クロアジー       |
| ラ・ラピエール, 決闘好きな男                               | ド・ブリー             |

## あらすじ

### 注
※話の筋が錯綜していて、理解しにくい作品となっている。アスカーニュは本来男性であるが、死んだことになっており登場しない。舞台上の(作中に出てくる)「アスカーニュ」は本当は女性なのだが、その亡くなった男性に成りすましている。つまり、作中での「アスカーニュ」は事実を隠して男性として振る舞う。
元々「アスカーニュ(男性)」も、大金持ちの伯父の「男の子が生まれたら莫大な遺産を相続させる」という遺言に目が眩んだアルベールが、生まれてきた女の子とすり替えた子供である。この生まれてきた女の子というのが「アスカーニュ(女性)」であるのだが、本人、ならびにアルベールは劇終盤までこのことを知らない。
ではなぜ、男の子とすり替えたはずの「アスカーニュ(女性)」がアルベールの下にいるのかというと、すり替えた直後に「アスカーニュ(男性)」が亡くなってしまったため、焦ったアルベールの妻が代わりに用意したのが、彼女なのである。アルベールは「アスカーニュ(男性)が亡くなっていること」を知らないので、男性だと思い続けている。つまり、すり替えたはずの子供が知らないうちに手元に戻ってきているのである。ちなみに、アルベールがこのような策動を行わなければ伯父の莫大な遺産はポリドール家、すなわちヴァレールに転がり込むはずであったし、「現在の」アスカーニュが女性だということが露呈すれば、当然今すぐにもポリドール家に引き渡さねばならないから、アルベールとしてはその事実を何としても隠しておきたいのである。

### 第1幕
エラストはリュシルを巡ってヴァレールと争っているが、リュシルと相思相愛の関係である。その召使たち、グロ＝ルネ、マリネット、マスカリーユも同様の関係にある。ところがエラストは、恋敵のヴァレールが妙に余裕たっぷりなので、「何かあるのではないか」と不安で仕方がない。グロ＝ルネが「ありもしないことで心配してもしょうがない」と主人をなだめる通りに、リュシルから「あなたを愛しているので、結婚するために早く父親の承諾を取り付けて下さい」との手紙が舞い込んできた。ようやく安心するエラストであったが、そこへ恋敵のヴァレールがやってきた。ヴァレールの態度が相変わらずなので、先ほどの手紙を見せつけるエラストであったが、ヴァレールは一笑に付しただけで立ち去ってしまった。「どうもおかしい」と首をひねるエラストとグロ＝ルネは、ちょうどこちらへやってくるヴァレールの召使、マスカリーユを捕まえて事情を聞き出すことにした。マスカリーユによれば、「リュシルはエラストを好きなふりをしているだけで、すでにヴァレールと秘密裏に結婚している」のだという。まんまと担がれた、と怒りを隠せないエラストとグロ＝ルネ。そこへマリネットが「今晩庭に来るように」とのリュシルの伝言を持ってやってきたが、彼女を邪険に扱う2人であった。

### 第2幕
アスカーニュがフロジーヌに秘密を打ち明けている。アスカーニュは本当は女性なのだが、事情(「注」参照)があって男性のふりをしている。ところが、妹であるリュシルに相手にされないヴァレールを不憫に思って眺めているうちに、彼に惹かれて恋をしてしまった。愛を打ち明けることにしたが、ヴァレールとは「同性の」親友ということになっているから、本名を打ち明けるわけにもいかないので、リュシルと偽ってヴァレールと結婚までしてしまった。ヴァレールが余裕でいられるのは、このような事情が(勘違いであるが)あったからである。そこへヴァレールがやってきた。アスカーニュは彼に話しかけ、それとなく自身の恋心を匂わせる。一方、リュシルは召使であるマリネットが邪険に使われたことを知って、裏切られたと勘違いし、復讐のためにヴァレールの気持ちに応えようと考えている。そこへアルベールが登場。アスカーニュの顔色が最近浮かないことを気にかけて、まさか子をすり替えたことが露見したのではないかと、不安で仕方がない。そのため、メタフラストに何か知らないか聞こうとするが、何の役にも立たない。彼をぶちのめすアルベール。

### 第3幕
マスカリーユは、ついうっかりヴァレールが結婚したことを洗いざらいポリドールに話してしまった。その失敗を取り返すべく、ポリドールの使者と偽ってアルベール家を訪ね、「重大な秘密に関して話がある。近いうちにお宅へ伺いたい」と伝言まででっち上げた。自身の不正(「注」参照)が露呈するのが不安でしょうがないというのに、いよいよ破滅だと早合点するアルベール。ところがポリドールのほうでも、ヴァレール(とリュシル＝アルベールの娘)の勝手な結婚に頭を悩ませていた。大変な財産がある(不正を働いて手にした遺産)アルベールに、賠償としてどんな仕打ちを受けるのか怖くてしょうがないのである。いざアルベール家で対面する2人であったが、相手が怖くてしょうがないので、とにかくお互い下手に出る。何とか話が丸く収まって安心したのも束の間、アルベールはポリドールから「ヴァレールとリュシルが出来上がっている」と聞かされ、再びどん底に突き落とされてしまった。アルベールの動揺の仕方を見て胸を痛めるポリドールは、ヴァレールを見つけると、ここぞとばかりに嫌味を投げつける。一方、アルベールはリュシルに結婚の話を問いただし、嘘であることを確認した。ひどい侮辱に怒っているところへ、マスカリーユとヴァレールに出会う。ヴァレールの結婚の話について会話を重ねるが、お互いの勘違いからまるで話がかみ合わない。リュシルを引っ張り出してこの件について問いただすが、リュシルは「ヴァレールと結婚などしていない」などと、あっさり否定する。結婚に立ち会った証人が2人いるとなおも食い下がるマスカリーユであったが、アルベールに聞く耳を持ってもらえず、いよいよ追いつめられてしまう。絶望に打ちひしがれるヴァレールとマスカリーユであった。

### 第4幕
事情が穏やかでないことを知ったアスカーニュは焦りを隠せず、フロジーヌに助けを求めてすがっている。自分が女性であることが露呈すれば莫大な遺産は家から無くなってしまうし、赤の他人でしかないので追い出されてしまう(＝本当はアルベールの娘であるが、彼女はまだそれを知らない)上、ヴァレールが身寄りのない娘など相手にするとは思えないからだ。一方、エラストはリュシルに赦しを請うためにグロ＝ルネを使者として遣わせたが、無残にも断られたことに腹を立て、思い知らせてやろうとグロ＝ルネとともに盛り上がっている。そこへマリネットとリュシルがやってきた。お互いに意地を張って、これまでに相手からもらった手紙を破るなどしたが、結局仲直りして元の鞘に丸く収まった。グロ＝ルネとマリネットも主人たちと同様にけんかを始めるが、同様に仲直りするのであった。

### 第5幕
ヴァレールは局面打開のために、夜になったら完全武装してリュシルの家に忍び込むことにした。先ほど、ありもしない結婚の話をでっち上げられて怒り狂っているのを見たので、機嫌を直してもらおうというのである。ところがマスカリーユは、死の危険を察知して主人の計画に従う気が起きない。そこへラ・ラピエールがやってきた。彼によれば「エラストはヴァレールに激怒しているし、アルベールはマスカリーユをめっためたにぶちのめすと息巻いている」という。ますます怯えて主人の計画に従いたくなくなるマスカリーユであったが、逆らえない。一方、アスカーニュのもとへフロジーヌが知らせを持ってやってきた。アスカーニュがアルベールの娘であること判明したので(「注」参照)、何もかもはっきりしたし、恋を実らせるためにそれぞれの父親(＝アルベールとポリドール)に話をつけてきたのだという。こうして幸せになった一同はグルになって、武力で何とかしようと息巻くヴァレールをからかう。初めは戸惑うヴァレールであったが、アスカーニュと結婚できることを知って喜ぶ。こうして主人たちの恋愛話にケリはついたが、召使たちの話はどうか？マリネットとグロ＝ルネはめでたく結ばれ、無下に扱われるマスカリーユであった。

## 成立過程
この作品は、まだモリエールとその劇団が南フランスを巡業していた1656年11月に、ペジエにて初演が行われた。1658年にパリに勇躍帰還し、プチ・ブルボン劇場を拠点に活動を始め、『粗忽者』とともに上演にかけたところ、いずれも2、30回の上演を重ねるなど、成功を収めた。
この作品の底本となったのは、イタリア人劇作家ニッコロ・セッキ( Nicolo Secchi )の戯曲『欲のかたまり( La Cupidité )』である。この戯曲の大筋がそのまま本作にも取り入れられているが、第4幕第3～4場の「恋人の喧嘩」の場面はモリエールの独創による場面であり、この場面は評価が高い。1659年にモリエール劇団に加入した喜劇役者ジョドレに敬意を表するために、第1幕第1場に彼の名前を盛り込んだ台詞を書き加えている。

## 日本語訳
- 『戀の遺恨』川島順平訳、（モリエール全集 第三卷 所収）、中央公論社、1934年
- 『恋人の喧嘩』秋山伸子訳、（モリエール全集 2 所収）、臨川書店、2000年